# Метод Хітча
«Метод Хітча», «Гітч» — художній фільм 2005 року, у головній ролі — Вілл Сміт.

## Сюжет
В Алекса Гітченса на прізвисько «Хітч»(«Гітч») незвичайна професія. За хороший гонорар він допоможе будь-якому скромному та сором’язливому хлопцеві закрутити голову дівчині, в яку той закоханий. Він професіонал своєї справи, і у нього ще не було невдач.
Одного разу до нього звертається бухгалтер Альберт Бренамен, закоханий у дуже багату клієнтку його фірми, Алегру Коул. На одній із нарад Альберт, за порадою Гітча, звертає на себе увагу Алегри, висловлюючи свою точку зору, на відміну від всіх решти. Як наслідок, Алегра домовляється з ним про побачення.
У барі Гітч знайомиться із журналісткою газети «жовтої» світської преси Сарою Міллас, з якою згодом зав'язує роман. Однак не без несподіванок: то Гітч випадково вдарить ногою Сару в обличчя, то у нього виявиться алергія на морепродукти.
Тим часом Сара пише статтю про Алегру та Альберта і дізнається про те, що останній знайомий з Алексом. Тоді журналістка за різними джерелами дізнається про те, який насправді «бізнес» у Гітча, і пише про нього статтю в своїй газеті. Гітч, несподівано для себе, стає відомою людиною.
І Алегра, і Сара розривають стосунки. Гітч, бачачи, що Альберт готовий на все, влаштовує зустріч з Алегрою, де з'ясовує, що на неї справили враження «невідрежисовані» дії Альберта. Алегра та Альберт миряться, а згодом і сам Гітч зізнається Сарі у почуттях. Вона прощає його. Фільм закінчується весіллям Альберта та Алегри. Гітч із Сарою теж бавляться на весіллі.

## У ролях
| Актор           | Роль                 |
| --------------- | -------------------- |
| Вілл Сміт       | Алекс Хітченс (Хітч) |
| Єва Мендес      | Сара Міллас          |
| Амбер Валетта   | Алегра Коул          |
| Кевін Джеймс    | Альберт Бренамен     |
| Джулі Енн Емері | Кейсі                |
| Філіп Боско     | містер О'Брайан      |
| Адам Аркін      | Макс                 |
| Робіні Лі       | Крессида             |
| Майкл Рапапорт  | Бен                  |
| Джеффрі Донован | Венс Менсон          |
| Паула Паттон    | Менді                |
| Кевін Зусман    | Ніл                  |

## Нагороди та номінації
| Рік  | Результат | Нагорода              | Номінація                        | Примітки                                                  |
| ---- | --------- | --------------------- | -------------------------------- | --------------------------------------------------------- |
| 2005 | Номінація | BEST Comedy Award     | Найкращий актор у кінофільмі     | Вілл Сміт                                                 |
| 2005 | Номінація | BEST Comedy Award     | Найкращий фільм                  |                                                           |
| 2005 | Перемога  | BMI Film Music Award  | Найкращий кінокомпозитор         | Джордж Фентон                                             |
| 2005 | Номінація | Black Movie Award     | Найкраще виконання головної ролі | Вілл Сміт                                                 |
| 2005 | Номінація | MTV Movie Award       | Найкраща комедійна роль          | Вілл Сміт                                                 |
| 2005 | Номінація | MTV Movie Award       | Найкраща чоловіча роль           | Вілл Сміт                                                 |
| 2005 | Перемога  | Teen Choice Award     | Найкращий комедійний актор       | Вілл Сміт                                                 |
| 2005 | Номінація | Teen Choice Award     | Найкраще побачення у фільмі      |                                                           |
| 2005 | Номінація | Teen Choice Award     | Найкраща комедійна актриса       | Єва Мендес                                                |
| 2005 | Номінація | Teen Choice Award     | Найкраща сцена сорому            | Вілл Сміт (алергія у Гітча)                               |
| 2005 | Номінація | Teen Choice Award     | Найкраща сцена танців            | Вілл Сміт та Кевін Джеймс (Гітч вчить танцювати Альберта) |
| 2005 | Номінація | Teen Choice Award     | Найкращий поцілунок              | Вілл Сміт та Кевін Джеймс (поцілунок Гітча та Альберта)   |
| 2005 | Номінація | Teen Choice Award     | Найкраща любовна сцена           | Вілл Сміт і Єва Мендес (освідчення Гітча в коханні)       |
| 2005 | Номінація | Teen Choice Award     | Найкраща комедія                 |                                                           |
| 2006 | Перемога  | Kids' Choice Awards   | «Улюблений актор»                | Вілл Сміт                                                 |
| 2006 | Перемога  | People's Choice Award | «Улюблена пісня у фільмі»        | Amerie, пісня One thing                                   |
| 2006 | Номінація | People's Choice Award | «Улюблений фільм»                |                                                           |
| 2006 | Номінація | People's Choice Award | «Улюблена кінокомедія»           |                                                           |
| 2006 | Номінація | ALMA Awards           | Найкраща актриса                 | Єва Мендес                                                |
| 2006 | Номінація | Golden Trailer        | Найкраща комедія                 |                                                           |
| 2006 | Номінація | Image Award           | Найкращий актор                  | Вілл Сміт                                                 |
| 2006 | Номінація | Image Award           | Найкращий фільм                  |                                                           |

## Цитати
|  | Життя вимірюється не кількістю зроблених зітхань, а кількістю моментів, коли від щастя захоплює дух. Оригінальний текст (англ.) Life is not the amount of breaths you take, it's the moments that take your breath away. |

|  | Не чини перелюбу, не кради, не бреши, не пий. Але якщо ти закоханий, то перелюб не гріх, а вже якщо і красти, то у того, хто сам краде, обдурити смерть — не є брехнею, і напитися можна, але лише у хвилини, коли щастя переповнює! Оригінальний текст (англ.) Never lie, steal, cheat, or drink. But if you must lie, lie in the arms of the one you love. If you must steal, steal away from bad company. If you must cheat, cheat death. And if you must drink, drink in the moments that take your breath away. |

## Цікаві факти
- Касові збори фільму в США перевищили 177 мільйонів доларів.
- Вілл Сміт запропонував роль Альберта Кевінові Джеймсу, після його гри в популярному комедійному телесеріалі The King of Queens.
- Єва Мендес уже раніше грала разом із Віллом. Бувши ще маловідомою акторкою, вона знімалася у відеокліпі Сміта Miami.
- Енді Теннант запропонував роль висхідній зірці індійського кіно Айшварії Рай, проте остання віддала перевагу знятися у фільмі «Наречена та забобони», зйомки якого проходили водночас.
- На роль Сари Міллас також пробувалася Дженніфер Лопес.
- Фільм, який Сара намагається знайти, шукаючи його у своїй квартирі, називається «Джеррі Магуайер».
- Будівля пожежної частини, що фігурує на початку фільму, де Гітч інструктує сторопілого пожежника, теж в якійсь мірі кінозірка. Ця будівля була штаб-квартирою «Мисливців за привидами» в обох фільмах.